# People's Vote
People's Vote là một nhóm chiến dịch của Anh kêu gọi bỏ phiếu công khai về thỏa thuận Brexit cuối cùng giữa Vương quốc Anh và Liên minh châu Âu. Nhóm được ra mắt vào tháng 4 năm 2018 tại một sự kiện mà tại đó bốn thành viên Quốc hội đã phát biểu, cùng với diễn viên Patrick Stewart và một số người khác.

## Lịch sử

### Nhóm nghị viện
Vào tháng 7 năm 2017, nhóm nghị viện tất cả các đảng (APPG) về quan hệ EU được thành lập. Đồng chủ tịch là Chuka Umunna MP (Công đảng) và Anna Soubry MP (Bảo thủ); các thành viên còn lại của nhóm là Caroline Lucas MP (Green), Jo Swinson MP (Dân chủ Tự do), Jonathan Edwards (Plaid Cymru), Stephen Gethins MP (Đảng Dân tộc Scotland), Ros Altmann (Đảng Bảo thủ), Andrew Adonis (Công đảng), John Kerr (Crossbench), Sharon Bowles (Dân chủ Tự do) và Dafydd Wigley (Plaid Cymru).